# 隆布里亚斯科
隆布里亚斯科（義大利語：Lombriasco），是意大利都灵省的一个市镇。总面积7平方公里，人口1082人，人口密度154.6人/平方公里（2009年）。ISTAT代码为001136。是地中海气候，适宜居住。